# Този, Эудженио
Эудженио Този (итал. Eugenio Tosi; 6 мая 1864, Бусто-Арсицио, королевство Италия — 7 января 1929, Милан, королевство Италия) — итальянский кардинал, O.SS.C.A. Епископ Скуиллаче с 5 апреля 1911 по 22 марта 1917. Епископ Андрии с 22 марта 1917 по 7 марта 1922. Архиепископ Милана с 7 марта 1922 по 7 января 1929. Кардинал-священник с 11 декабря 1922, с титулом церкви Санти-Сильвестро-э-Мартино-ай-Монти с 14 декабря 1922.